# 小學紺珠
《小學绀珠》是中國南宋王應麟編写的一部類書，共10卷，主要是为初学者编写的文字学著作。分17个门类，条目以数字归类，方便记忆，例如“三才”、“四大”等。
书名中的“绀珠”出自唐朝张说的典故，他有一个深青透红的珍珠，看过它的人都能够不忘记事情。